# ウディ・アレンの影と霧
『ウディ・アレンの影と霧』（ウディ・アレンのかげときり、Shadows and Fog）は、ウディ・アレン監督による1991年のアメリカ映画。アレンが過去に発表していた芝居 Death を下敷にしたもので、モノクロで製作され、フリッツ・ラング等のドイツ表現主義映画やカフカ的世界の影響・オマージュが鏤められている。また楽曲として、クルト・ヴァイル作曲の『三文オペラ』が多用されている。

## あらすじ
舞台は1920年代のあるヨーロッパの都市。町の人々は毎夜のように起こる連続殺人に恐れおののいていた。ある夜、町の男たちが平凡な一市民であるクラインマンを訪れ、彼を「計画」に無理やり連れ出す。不器用なクラインマンは夜の街を独りでさまよう羽目に。そこに町外れのサーカスを飛び出して遊郭に駆け込んできた女、彼女を追いかけてきた夫、遊郭を訪れた学生の関係が絡み合う。そしてクラインマンは、連続殺人犯におびえて暴徒と化した町の人々と、連続殺人犯本人とに追われることになってしまう。

## キャスト
- ウディ・アレン：クラインマン
- ミア・ファロー：アーミー
- ジョン・マルコヴィッチ：クラウン
- ジョン・キューザック：ジャック
- マドンナ：マリー
- ドナルド・プレザンス：ドクター
- リリー・トムリン：娼婦
- ジョディ・フォスター：娼婦
- キャシー・ベイツ：娼婦
- ケイト・ネリガン：イヴ
- ジョン・C・ライリー：警官
- ウィリアム・H・メイシー：警官

## スタッフ
- 製作：チャールズ・H・ジョフィ
- 脚本・監督：ウディ・アレン
- 撮影：カルロ・ディ・パルマ
- 音楽：クルト・ヴァイル
- 配給：オライオン・ピクチャーズ